# كاماتيرو
كاماتيرو (Καματερό) هي مدينة في إقليم أتيكا في اليونان.
يبلغ عدد سكانها حوالي 27329 نسمة.